# فیلم‌شناسی جولین مور

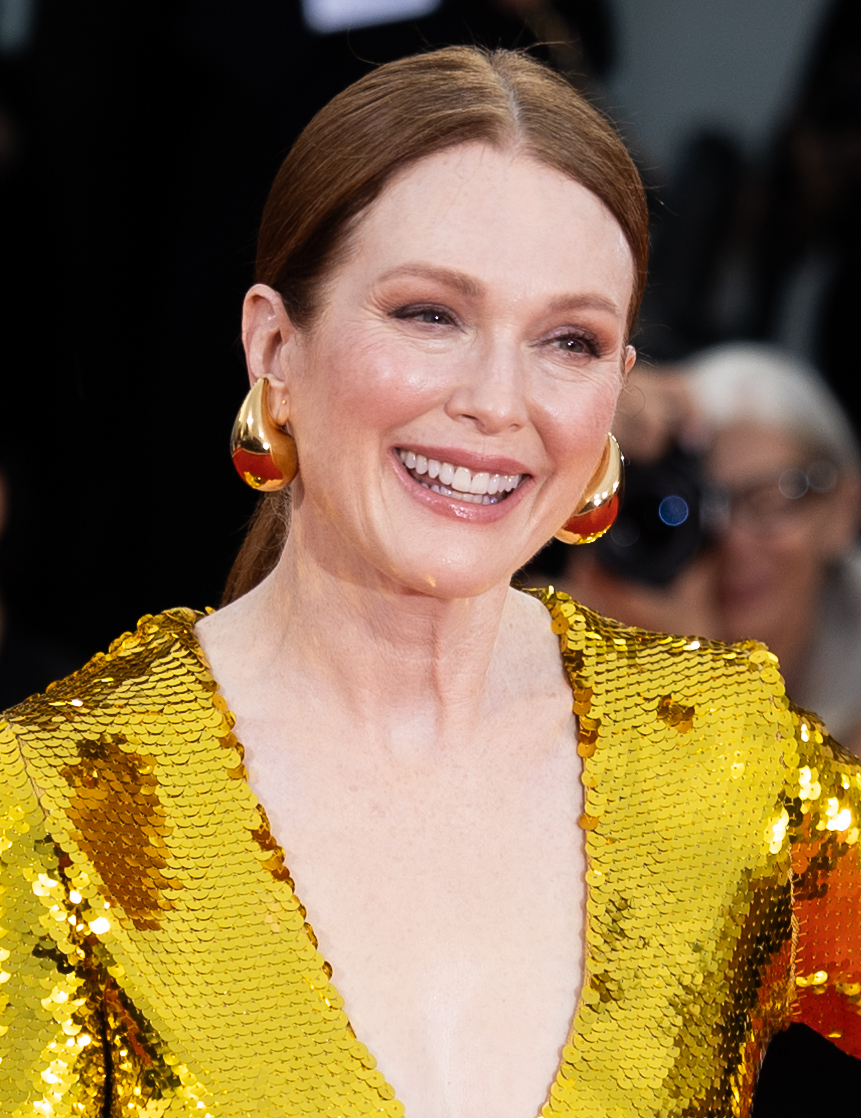
مور در جشنواره بین‌المللی فیلم ونیز ۲۰۲۴

جولین مور بازیگر آمریکایی است که نخستین بازیگری‌اش را در ۱۹۸۴ با مجموعهٔ تلویزیونی جاسوسی لبۀ شب تجربه کرد. یک سال بعد، او در سریال آبکی همان‌طور که جهان می‌چرخد حضور یافت که در ۱۹۸۸ برای آن برندهٔ جایزهٔ امی دی‌تایم شد. پس از چند نقش در فیلم‌های تلویزیونی، نقش برجسته او در درام برش‌های کوتاه (۱۹۹۳) رقم خورد. منتقدان بازی او را تحسین کردند اما به‌دلیل مونولوگی که کاراکترش در حالت برهنه ارائه می‌کرد، این نقش در میان عموم با رسوایی مواجه شد. در سال ۱۹۹۵، مور در دو فیلم ایمن به کارگردانی تاد هینز و نه ماه که در آن با هیو گرانت هم‌بازی بود در نقش‌های اصلی بازی کرد. او در سال ۱۹۹۷ نقش بازیگر پورنوگرافی پیشکسوتی را در درام شب‌های عیاشی از پل توماس اندرسن ایفا کرد که برای آن نامزد دریافت جایزهٔ اسکار بهترین بازیگر نقش مکمل زن شد. او در فیلم ماجراجویی جهان گمشده: پارک ژوراسیک از استیون اسپیلبرگ نیز حضور یافت که در آن زمان پرفروش‌ترین فیلم او بود. او دو سال بعد برای بازی در نقش زنی زناکار در دوران جنگ در فیلم درام پایان رابطه (۱۹۹۹) برای نخستین بار، نامزد دریافت جایزهٔ اسکار بهترین بازیگر زن شد.
در سال ۲۰۰۱، مور نقش شخصیت داستانی کلاریس استارلینگ را در فیلم مهیج جنایی هانیبال از ریدلی اسکات ایفا کرد و در نقش یک دانشمند در کمدی علمی تخیلی تکامل حضور یافت. او سال بعد در درام دور از بهشت دوباره با تاد هینز کار کرد و در درام ساعت‌ها به‌کارگردانی استیون دالدری به ایفای نقش پرداخت؛ مور در هر دو فیلم نقش یک زن خانه‌دار آشفته‌حال در دههٔ ۱۹۵۰ را به تصویر کشید. او برای فیلم اول جام ولپی بهترین بازیگر زن و برای فیلم دوم خرس نقره‌ای برای بهترین بازیگر زن را کسب کرد، و نامزد دریافت جایزهٔ اسکار بهترین بازیگر زن (دور از بهشت) و بهترین بازیگر نقش مکمل زن (ساعت‌ها) نیز شد. در سال ۲۰۰۶، مور در درام جنایی فریدم‌لند و مهیج علمی تخیلی فرزندان انسان ایفای نقش کرد. او نقش باربرا دلی بیکلند را در وقار وحشی (۲۰۰۷) بازی کرد و در مقابل کالین فرث در درام یک مرد مجرد (۲۰۰۹) حضور یافت.
مور سیاستمدار سارا پیلین را در درام تلویزیونی سیاسی تغییر بازی (۲۰۱۲) به تصویر کشید که برای آن برندهٔ جایزهٔ امی ساعات پربیننده شد. او در سال ۲۰۱۴ با بازی در فیلم طنز نقشه‌های ستاره‌های سینما و فیلم درام هنوز آلیس به موفقیت چشمگیری دست یافت. مور در فیلم اول برای بازی در نقش بازیگری سالخورده، جایزهٔ بهترین بازیگر زن جشنواره کن و در فیلم دوم برای بازی در نقش یک استاد زبان‌شناس مبتلا به آلزایمر زودرس، جایزهٔ اسکار بهترین بازیگر زن را کسب کرد. مور در فیلم بازی‌های گرسنگی: زاغ مقلد – بخش ۱ نیز ایفای نقش کرد که پرفروش‌ترین فیلم اوست. در سال ۲۰۱۷، او در فیلم جاسوسی کینگزمن: محفل طلایی نقش کارآفرین شروری را ایفا کرد که از لحاظ تجاری فیلم موفقی بود.

## فیلم
| سال  | عنوان                            | نقش                           | توضیحات                   | منا.          |
| ---- | -------------------------------- | ----------------------------- | ------------------------- | ------------- |
| ۱۹۹۰ | داستان‌هایی از تاریکی: فیلم       | سوزان                         |                           | [ ۲۴ ] [ ۲۵ ] |
| ۱۹۹۲ | دستی که گهواره را تکان می‌دهد     | مارلین کریون                  |                           | [ ۲۶ ]        |
| ۱۹۹۲ | تفنگی در کیف دستی بتی لو         | الینور                        |                           | [ ۲۷ ]        |
| ۱۹۹۳ | شهادت بدن                        | شارون دولینی                  |                           | [ ۲۸ ]        |
| ۱۹۹۳ | بنی و جون                        | روتی                          |                           | [ ۲۹ ]        |
| ۱۹۹۳ | فراری                            | دکتر آن ایستمن                |                           | [ ۳۰ ]        |
| ۱۹۹۳ | برش‌های کوتاه                     | ماریان وایمن                  |                           | [ ۵ ]         |
| ۱۹۹۴ | وانیا در خیابان چهل و دوم        | یلنا                          |                           | [ ۳۱ ]        |
| ۱۹۹۵ | ایمن                             | کارول وایت                    |                           | [ ۳۰ ]        |
| ۱۹۹۵ | هم‌اتاقی‌ها                        | بث هولزچک                     |                           | [ ۳۲ ]        |
| ۱۹۹۵ | نه ماه                           | ربکا تیلور                    |                           | [ ۳۳ ]        |
| ۱۹۹۵ | آدم‌کش‌ها                          | آنا / الکترا                  |                           | [ ۳۲ ]        |
| ۱۹۹۶ | نجات پیکاسو                      | دورا مار                      |                           | [ ۳۴ ]        |
| ۱۹۹۷ | جهان گمشده: پارک ژوراسیک         | دکتر سارا هاردینگ             |                           | [ ۳۰ ]        |
| ۱۹۹۷ | افسانه اثر انگشت‌ها               | میا                           |                           | [ ۳۰ ]        |
| ۱۹۹۷ | بوگی نایتس                       | مگی / امبر ویوز               |                           | [ ۵ ]         |
| ۱۹۹۷ | تاکسی شیکاگو                     | زن پریشان                     |                           | [ ۳۵ ] [ ۳۶ ] |
| ۱۹۹۸ | لبوفسکی بزرگ                     | ماود لبوفسکی                  |                           | [ ۳۰ ]        |
| ۱۹۹۸ | روانی                            | لایلا کرین                    |                           | [ ۲۵ ]        |
| ۱۹۹۹ | اقبال کلوچه                      | کورا دووال                    |                           | [ ۳۷ ]        |
| ۱۹۹۹ | شوهر ایده‌آل                      | خانم لورا چیولی               |                           | [ ۳۰ ]        |
| ۱۹۹۹ | نقشه‌ای از جهان                   | ترزا کالینز                   |                           | [ ۳۰ ]        |
| ۱۹۹۹ | پایان رابطه                      | سارا مایلز                    |                           | [ ۳۰ ]        |
| ۱۹۹۹ | مگنولیا                          | لیندا پارتریج                 |                           | [ ۳۰ ]        |
| ۲۰۰۰ | نه من                            | «موث»                         | فیلم کوتاه                | [ ۳۸ ]        |
| ۲۰۰۰ | شیفته زن‌ها                       | آدری                          |                           | [ ۳۰ ]        |
| ۲۰۰۱ | هانیبال                          | مامور اف‌بی‌آی کلاریس استارلینگ |                           | [ ۲۵ ]        |
| ۲۰۰۱ | تکامل                            | دکتر آلیسون رید               |                           | [ ۳۲ ]        |
| ۲۰۰۱ | جهانگرد                          | دالسی                         |                           | [ ۳۹ ]        |
| ۲۰۰۱ | اخبار کشتیرانی                   | ویوی پراوس                    |                           | [ ۳۰ ]        |
| ۲۰۰۲ | دور از بهشت                      | کتی ویتاکر                    |                           | [ ۳۲ ]        |
| ۲۰۰۲ | ساعت‌ها                           | لورا براون                    |                           | [ ۳۲ ]        |
| ۲۰۰۴ | مری و بروس                       | مری                           | همچنین مدیر اجرایی تولید  | [ ۴۰ ]        |
| ۲۰۰۴ | قوانین جذابیت                    | آدری وودز                     |                           | [ ۳۲ ]        |
| ۲۰۰۴ | فراموش‌شده                        | تلی پارتا                     |                           | [ ۳۰ ]        |
| ۲۰۰۵ | به مرد اعتماد کن                 | ربکا                          |                           | [ ۴۱ ]        |
| ۲۰۰۵ | اوهایو، برنده جایزه نافرمانی     | اولین راین                    |                           | [ ۳۲ ]        |
| ۲۰۰۵ | گروه موسیقی نیکد برادرز: فیلم    | خودش                          | حضور افتخاری              | [ ۴۲ ]        |
| ۲۰۰۶ | فریدم‌لند                         | برندا مارتین                  |                           | [ ۴۳ ]        |
| ۲۰۰۶ | فرزندان انسان                    | جولین تیلور                   |                           | [ ۳۲ ] [ ۴۴ ] |
| ۲۰۰۷ | آینده                            | مأمور ان‌اس‌ای کالی فریس        |                           | [ ۳۰ ]        |
| ۲۰۰۷ | وقار وحشی                        | باربارا بیکلند                |                           | [ ۴۵ ] [ ۴۶ ] |
| ۲۰۰۷ | من آنجا نیستم                    | آلیس فابین                    |                           | [ ۳۰ ]        |
| ۲۰۰۸ | چشم عقاب                         | ای‌آرآی‌آی‌ای (صدا)              | نام او در تیتراژ ذکر نشد. | [ ۴۷ ]        |
| ۲۰۰۸ | کوری                             | همسر دکتر                     |                           | [ ۳۲ ]        |
| ۲۰۰۹ | زندگی شخصی پیپا لی               | کت                            |                           | [ ۴۸ ]        |
| ۲۰۰۹ | یک مرد مجرد                      | شارلوت «شارلی» رابرتس         |                           | [ ۴۹ ]        |
| ۲۰۰۹ | کلویی                            | کاترین استوارت                |                           | [ ۵۰ ] [ ۵۱ ] |
| ۲۰۱۰ | بچه‌ها حالشان خوب است             | جولز آلگود                    |                           | [ ۳۲ ]        |
| ۲۰۱۰ | پناهگاه                          | کارا هاردینگ                  |                           | [ ۵۲ ] [ ۵۳ ] |
| ۲۰۱۱ | دیوانه‌وار، احمقانه، عشق          | امیلی ویور                    |                           | [ ۵۴ ]        |
| ۲۰۱۲ | فلین بودن                        | جودی فلین                     |                           | [ ۵۵ ]        |
| ۲۰۱۲ | آنچه میسی می‌دانست                | سوزانا                        |                           | [ ۵۶ ]        |
| ۲۰۱۳ | دان جان                          | استر                          |                           | [ ۵۷ ]        |
| ۲۰۱۳ | معلم انگلیسی                     | لیندا سینکلر                  |                           | [ ۵۸ ]        |
| ۲۰۱۳ | کری                              | مارگرت وایت                   |                           | [ ۵۹ ]        |
| ۲۰۱۴ | بدون توقف                        | جن سامرز                      |                           | [ ۶۰ ]        |
| ۲۰۱۴ | نقشه‌های ستاره‌های سینما           | هاوانا سیگرند                 |                           | [ ۶۱ ]        |
| ۲۰۱۴ | هنوز آلیس                        | دکتر آلیس هاولند              |                           | [ ۶۲ ]        |
| ۲۰۱۴ | بازی‌های گرسنگی: زاغ مقلد – بخش ۱ | رئیس‌جمهور آلما کوین           |                           | [ ۶۳ ]        |
| ۲۰۱۴ | هفتمین پسر                       | مادر مالکین                   |                           | [ ۶۴ ] [ ۶۵ ] |
| ۲۰۱۵ | طرح مگی                          | جرجت نورگارد                  |                           | [ ۶۶ ]        |
| ۲۰۱۵ | ملک طلق                          | لورل هستر                     |                           | [ ۶۷ ]        |
| ۲۰۱۵ | بازی‌های گرسنگی: زاغ مقلد – بخش ۲ | رئیس                          |                           | [ ۶۸ ]        |
| ۲۰۱۷ | شگفت‌زده                          | لیلین میهیو / رز بزرگ‌تر       |                           | [ ۶۹ ]        |
| ۲۰۱۷ | سابربیکن                         | رز / مارگارت                  |                           | [ ۷۰ ]        |
| ۲۰۱۷ | کینگزمن: محفل طلایی              | پاپی آدامز                    |                           | [ ۷۱ ]        |
| ۲۰۱۸ | گلوریا بل                        | گلوریا بل                     |                           | [ ۷۲ ]        |
| ۲۰۱۸ | بل کانتو                         | راکسن کاس                     |                           | [ ۷۳ ]        |
| ۲۰۱۹ | بعد از عروسی                     | تریسا یانگ                    |                           | [ ۷۴ ]        |
| ۲۰۱۹ | دختر تعجب‌آور                     | فرانچسکا مورتی                | فیلم کوتاه                | [ ۷۵ ]        |
| ۲۰۲۰ | گلوریا                           | گلوریا استاینم                |                           | [ ۷۶ ]        |
| ۲۰۲۱ | زنی پشت پنجره                    | کیتی / جین راسل               |                           | [ ۷۷ ]        |
| ۲۰۲۱ | روح رام‌نشده                      | کورا پرسکات (صدا)             |                           | [ ۷۸ ]        |
| ۲۰۲۱ | ویت/این                          | ناشناخته                      | قسمت: «تقاطع»             | [ ۷۹ ]        |
| ۲۰۲۱ | ایون هنسن عزیز                   | هایدی هنسن                    |                           | [ ۸۰ ]        |
| ۲۰۲۲ | وقتی که نجات جهان را تمام کردی   | ریچل کتز                      |                           | [ ۸۱ ]        |
| ۲۰۲۳ | زیرک‌تر                           | مدلین                         | همچنین تهیه‌کننده          | [ ۸۲ ]        |
| ۲۰۲۳ | می دسامبر                        | گریسی آترتن-یو                |                           | [ ۸۳ ]        |
| ۲۰۲۴ | اتاق مجاور                       | اینگرید                       |                           | [ ۸۴ ]        |
| TBA  | اکو ولی                          | کیت گرت                       |                           | [ ۸۵ ]        |
| TBA  | کنترل                            | TBA                           | فیلم‌برداری                | [ ۸۶ ]        |

| به آثاری اشاره دارد که در حال حاضر منتشر نشده‌اند | به آثاری اشاره دارد که در حال حاضر منتشر نشده‌اند |

## تلویزیون
| سال(ها)         | عنوان                  | نقش(ها)                 | توضیحات                          | منا.                 |
| --------------- | ---------------------- | ----------------------- | -------------------------------- | -------------------- |
| ۱۹۸۴            | لبۀ شب                 | کارمن انگلر             | ۷ قسمت                           | [ ۸۷ ] [ ۸۸ ]        |
| ۱۹۸۵–۱۹۸۸؛ ۲۰۱۰ | همان‌طور که جهان می‌چرخد | فرانی هیوز سابرینا هیوز |                                  | [ ۲ ] [ ۸۷ ] [ ۸۹ ]  |
| ۱۹۸۷            | منهتن را خواهم گرفت    | ایندیا وست              | مینی‌سریال                        | [ ۹۰ ]               |
| ۱۹۸۹            | پول، قدرت، قتل         | پگی لین بردی            | فیلم تلویزیونی                   | [ ۹۱ ] [ ۹۲ ]        |
| ۱۹۹۰            | بی.ال. استرایکر        | تینا                    | قسمت: «آسمان‌خراش»                | [ ۹۳ ]               |
| ۱۹۹۱            | آخرین برای رفتن        | مارسی                   | فیلم تلویزیونی                   | [ ۳۰ ] [ ۹۴ ] [ ۹۵ ] |
| ۱۹۹۱            | طلسم مرگبار را اجرا کن | کانی استون              | فیلم تلویزیونی                   | [ ۹۶ ]               |
| ۱۹۹۸            | پخش زنده شنبه شب       | میزبان                  | قسمت: «جولین مور / بکستریت بویز» | [ ۹۷ ]               |
| ۲۰۰۴            | سسمی استریت            | خودش                    | ۲ قسمت                           | [ ۹۸ ]               |
| ۲۰۰۹–۲۰۱۳       | ۳۰ راک                 | نانسی دونوان            | ۶ قسمت                           | [ ۲۵ ]               |
| ۲۰۱۲            | تغییر بازی             | سارا پیلین              | فیلم تلویزیونی                   | [ ۹۹ ]               |
| ۲۰۱۶            | خودمانی با ایمی شومر   | خودش                    | قسمت: «شجاع»                     | [ ۱۰۰ ]              |
| ۲۰۱۶            | مردم بدقلق             | سارا نوسبام             | قسمت: «آماده باش کامل»           | [ ۱۰۱ ]              |
| ۲۰۱۷            | کلاه شب                | خودش                    | قسمت: «استاکی سفید تک»           | [ ۱۰۲ ]              |
| ۲۰۲۱            | داستان لیزی            | لیزی لندن               | مینی‌سریال                        | [ ۱۰۳ ]              |
| ۲۰۲۴            | مری و جرج              | مری ویلرز               | مینی‌سریال                        | [ ۱۰۴ ]              |
| ۲۰۲۵            | سایرنز                 | میکیلا کل               | مینی‌سریال                        | [ ۱۰۵ ]              |

## بازی‌های ویدئویی
| سال  | عنوان                  | نقش                    | توضیحات                          | منا.    |
| ---- | ---------------------- | ---------------------- | -------------------------------- | ------- |
| ۱۹۹۷ | جزیرۀ آشوب: جهان گمشده | سارا هاردینگ (صداپیشه) | بر اساس جهان گمشده: پارک ژوراسیک | [ ۱۰۶ ] |